# Torre Odeon
La Torre Odeon (in francese Tour Odéon) è il grattacielo più alto del Principato di Monaco e tra i più alti d'Europa a destinazione prevalentemente abitativa.
Immaginato e promosso dal Groupe Marzocco, l'edificio è stato completato nell'ottobre del 2014 e le prime consegne delle unità immobiliari sono state effettuate nell'estate del 2015.
Questo progetto dell'architetto monegasco Alexandre Giraldi è stato realizzato da Vinci Construction. L'architettura degli interni è stata affidata a Alberto Pinto e le illuminazioni a Yann Kersalé.

## Storia

### Genesi del progetto
Nel corso degli anni ottanta il principe Ranieri III aveva deciso di porre un limite alla costruzione di nuovi edifici pluripiano sul territorio del principato, preferendo lo sviluppo del territorio sottraendo spazio al mare. Gli sviluppi futuri sembravano quindi orientati nuovamente a ulteriori ampliamenti e vennero presentati anche progetti alquanto discutibili.
Questi prevedevano la realizzazione di atolli e isole artificiali nel golfo antistante ma l'idea venne abbandonata nel 2008 dal suo successore, il principe Alberto II. Tuttavia, la costante mancanza di spazio edificabile, spinse a rivalutare l'ipotesi di realizzare nuovi grattacieli tra cui, il più imponente di tutti, quello proposto nel 2008 dallo studio dell'architetto monegasco Alexandre Giraldi. 

### Realizzazione e completamento

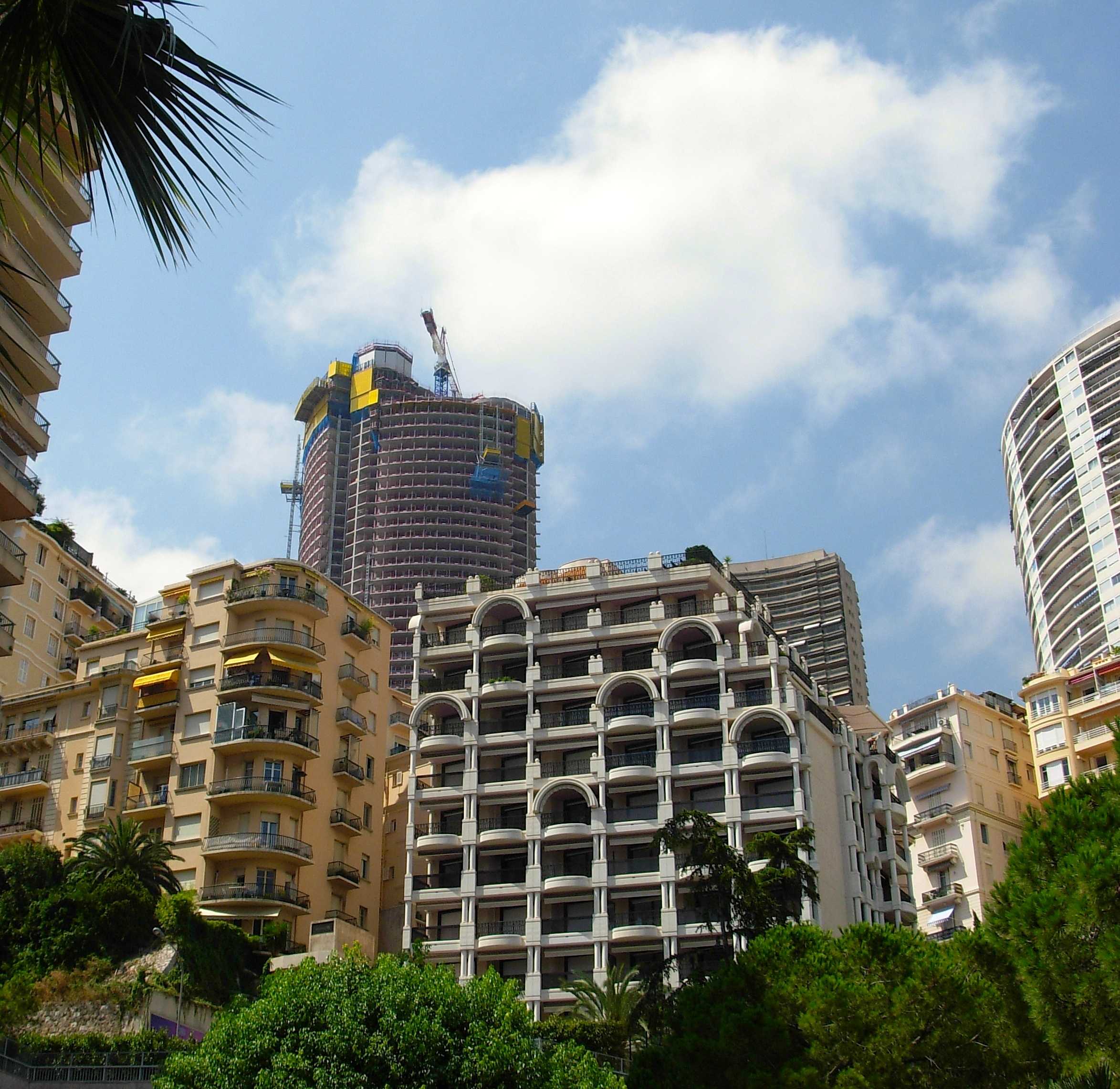
La Tour Odéon in costruzione nell'estate del 2013

Il 12 febbraio 2009, l'autorizzazione edilizia per la sua costruzione è stata votata e deliberata dal Conseil National.

Al fine di creare lo spazio necessario per la realizzazione dell'edificio, sono stati effettuati accurati studi di fattibilità e relativi sopralluoghi, che hanno evidenziato anche la necessità di modificare un edificio adiacente che ospita il Collège "Charles III".
La costruzione dell'intero complesso ha avuto un costo complessivo di oltre 600 milioni di euro, coinvolgendo imprese di costruzioni francesi e italiane come la Vinci Construction.
L'edificio è stato completato nell'ottobre del 2014 e le prime consegne delle unità immobiliari sono state effettuate nell'estate del 2015.

## L'architettura

### Esterno
Situato nel quartiere La Rousse - Saint Roman, l'edificio si erge per 49 piani di cui 6 interrati ed è composto da due corpi asimmetrici avvolgenti a profilo convesso, poggianti su un modulo di 7 piani alla base. Con i suoi 170 metri di altezza, la Tour Odéon è il grattacielo più alto del Principato di Monaco e il secondo più alto di tutta la costa mediterranea.

Per via della sua altezza, della conformazione del terreno e per scongiurare ogni rischio sismico o idrogeologico, si è resa necessaria la realizzazione delle fondazioni a ben 46 metri di profondità.
Esternamente, la Tour Odéon è caratterizzata da una superficie vetrata che riveste finestre e terrazzi incassati, impiegando ben 35.000 m² di vetro strutturale. Una decorazione ondivaga in vetro azzurro e le sommità oblique, realizzate da 4 grandi vele di lunghezza fino a 30 metri, costruite interamente in acciaio inossidabile e vetro per un peso complessivo di 130 tonnellate, conferiscono ulteriore slancio all'intera struttura.

L'edificio ospita un ampio parcheggio sotterraneo, spazi commerciali ad uso ufficio nei primi 7 piani e appartamenti privati di lusso nel corpo delle due torri. Gran parte di questi sono riservati esclusivamente a residenti di nazionalità monegasca e assegnati dallo Stato a selezionati destinatari. Gli ultimi piani del grattacielo, ospitano le unità immobiliari più prestigiose: ovvero due attici e un grande superattico che disporrà di una terrazza privata con un'ampia piscina a sfioro e relativo scivolo fruibile dal piano superiore. Questa unità immobiliare è stata considerata l'immobile più costoso al mondo, con un prezzo di vendita che sfiora i 400 milioni di euro.

Inoltre sono presenti svariati servizi a uso esclusivo dei residenti: una palestra, un centro benessere, una piscina coperta, una lavanderia, un caffè, un ristorante, negozi e vari spazi comuni.
La notevole profondità degli scavi raggiunta dalle fondazioni, ha permesso l'installazione di un complesso impianto di riscaldamento e climatizzazione. Questo è costituito da una pompa di calore collegata ad un sistema di tubazioni che, sfruttando anche il calore sotterraneo, consente di produrre acqua a 60 °C; inoltre essi sono utilizzati come pozzi geotermici per il riscaldamento in inverno e per convogliare il calore di scarico dell'impianto di climatizzazione nei mesi estivi. Un secondo sistema, situato in cima all'edificio, gestisce invece la metà superiore della torre ed è costituito da una doppia pompa di calore aria/acqua (2 x 600 kW) e da un gruppo refrigerante da 500 kW; un particolare sistema di desurriscaldatori, inoltre, recupera il calore per riscaldare l'acqua ad uso domestico. 

Infine, una batteria di turboventole situata sul lato più sommitale dell'edificio, contribuisce a dissipare il calore dei mesi estivi.

### Interno
La suddivisione dei circa 48.000 m² calpestabili della Torre Odéon è la seguente:
- 543 posti auto sotterranei
- 2.000 m² di locali dedicati a servizi comuni
- 18.000 m² di locali commerciali a uso ufficio (nel modulo basso di 7 piani)
- 259 appartamenti (da 2 a 7 locali) di cui
  - 177 appartamenti da locazione (destinati a soli residenti di nazionalità monegasca)
  - 82 appartamenti privati
  - 2 attici Sky Duplex (da 1.200 m² ciascuno)
  - 1 superattico Sky Penthouse (di circa 3.300 m², distribuiti su 5 piani) con ampia terrazza e piscina privata.

## Contestazioni
La costruzione della torre Odéon ha provocato alcune controversie con gli abitanti di Beausoleil che hanno subito i disagi del cantiere e che hanno contestato la legittimità del progetto. A seguito di una vasta inchiesta per presunta corruzione, il sindaco di Beausoleil, Gérard Spinelli (2009) e Paolo e Claudio Marzocco (2012) sono stati indagati.
Il 17 gennaio del 2017, tutti i protagonisti di questa vicenda giudiziaria sono stati assolti dal Tribunale Correzionale di Marsiglia, e definitivamente assolti in appello dal Tribunale di Aix en Provence il 20 febbraio del 2018.